# Boulia
Boulia ist eine Stadt mit 218 Einwohnern in Zentral-West Queensland, Australien. Es liegt etwa 245 km südlich von Mount Isa am Burke River, nach dem Entdecker Robert O’Hara Burke. Dieser durchquerte 1860 im Rahmen der Burke-und-Wills-Expedition diese Gegend. Boulia wurde 1879 zur Stadt ernannt und ist heute der Verwaltungssitz für Boulia Shire mit einer Bevölkerung von 458 Einwohnern und einer Fläche von 60.906,5 km².
Die Stadt trägt das berühmte Boulia Desert Sands Camel Race aus, eines der wichtigsten Ereignisse in der australischen Kamelrennserie. Dennoch ist extensive Rinderzucht der vorherrschende Wirtschaftszweig.
Das Klima ist sehr heiß und trocken mit durchschnittlich mehr als 200 Tagen pro Jahr über 30 °C. Auch im australischen Winter im Juni und Juli ist es mit 24 °C sehr warm, trotzdem ist Frost nicht unüblich zu dieser Jahreszeit. Die jährliche Niederschlagsmenge schwankt sehr stark: sie kann sehr niedrig sein, wie in den Jahren 1905 mit insgesamt 24 mm und 1963 mit 51 mm. Während der Regenzeit allerdings auch sehr hoch. Allein im Januar 1974 fielen 465 mm, im März 1950 330 mm Regen. Damit kann der maximale jährliche Niederschlag 799 mm 1950 und 774 mm 1974 erreichen. Der Mittelwert liegt bei 210 mm.
Die Gegend ist bekannt für ein Phänomen namens Min Min Licht. Reisende haben des Öfteren berichtet in einiger Entfernung von einem Licht verfolgt worden zu sein, das dann verschwindet. Bisher gibt es keine wissenschaftliche Erklärung dafür.